# Za poklady Broumovska

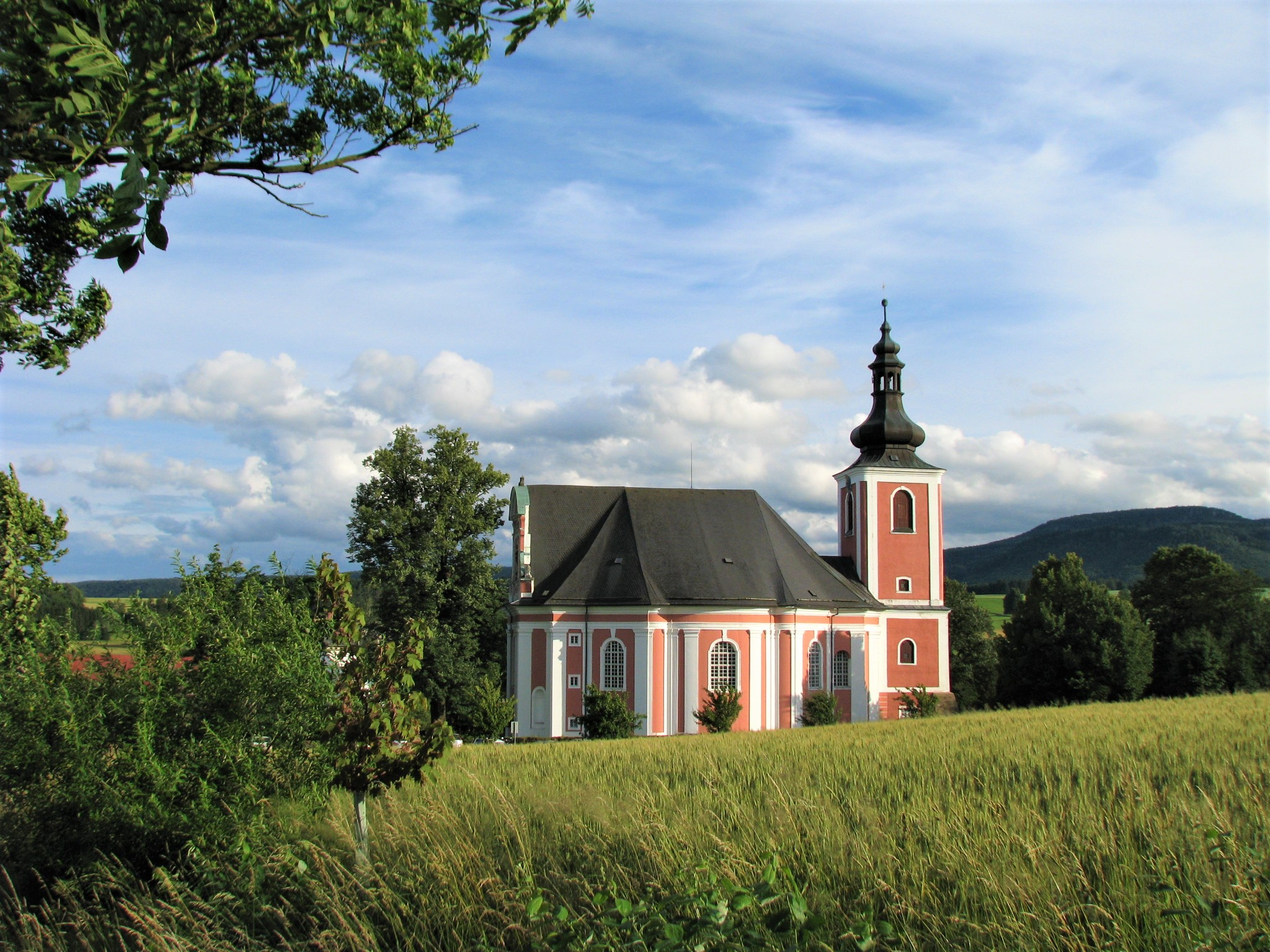
Kostel sv. Máří Magdalény, Božanov - jeden z kostelů tzv. Broumovské skupiny, kde se festival celé léto koná

Festival klasické hudby Za poklady Broumovska každoročně pořádá jedenáct koncertů (květen – září) českých i zahraničních umělců v barokních kostelích na Broumovsku. Koncerty se konají každou prázdninovou sobotu od 18 hodin, vždy v jednom kostelů. Vstupné na koncerty je dobrovolné a výtěžek z něj je určen na péči o kostely, ve kterých koncerty probíhají. Festival je každoročně zahájen květnovým benefičním koncertem, který se koná v broumovském klášteře. Doprovodným programem festivalu jsou letní Hornové kurzy.

## Historie festivalu
Kořeny festivalu sahají do doby, kdy začínalo Broumovsko po pádu komunismu otevírat své území každému, kdo přicházel ať už jen na chvíli pobýt nebo zůstat natrvalo. Skupina návštěvníků a místních nadšenců si tehdy povšimla barokních křížků, kapliček a kostelů, pozastavila se nad jejich zuboženým stavem a rozhodla se dle vlastních možností iniciovat změnu k lepšímu. Tak vznikl v letech 2000 a 2001 Týden pro broumovské kostely, na který v letech 2006 a 2007 navázal hudební festival Za poklady Broumovska, tehdy organizovaný Dobrovolným svazkem obcí Broumovsko. Od roku 2008 zajišťuje organizaci a řízení festivalu nezisková organizace Agentura pro rozvoj Broumovska.

## Interpreti
Na festivalu již vystoupili mj.: Schola Gregoriana Pragensis, Tomáš Thon, Petr Čech, Barocco sempre giovane, Ivo Kahánek, Václav Hudeček, Pavel Šporcl, Petr Nouzovský, Jana Boušková, Kateřina Englichová, Štefan Margita, Ivan Vokáč, Stamicovo kvarteto, Kühnův smíšený sbor, Musica Florea, Zemlinského kvarteto, Eva Urbanová a další.

## Hornové kurzy
Doprovodným programem festivalu jsou mezinárodní Hornové kurzy, které se konají vždy v srpnu v národní kulturní památce kláštera v Broumově. Zakladatelkou kurzů je hornistka Zuzana Rzounková Jana Goliášová. Kurzy jsou určeny všem žákům ZUŠ, studentům konzervatoří i akademií či zájemcům z řad veřejnosti, bez omezení věku. .